# 17106 Tidball
A 17106 Tidball (ideiglenes jelöléssel (17106) 1999 JT48) a Naprendszer kisbolygóövében található aszteroida. A LINEAR projekt keretében fedezték fel 1999. május 10-én.